# Новозеландская хоккейная лига
Новозеландская хоккейная лига — главная хоккейная лига в Новой Зеландии. Лига образована с целью увеличения популярности хоккея в Новой Зеландии, повышения качества игроков, которые будут представлять сборную Новую Зеландию на международном уровне и повышения конкурентоспособности Новой Зеландии на мировой арене в матчах со сборными других стран.
Из-за того, что игры НЗХЛ проводятся во время межсезонья в северном полушарии, многие игроки из северного полушария приезжают в Новую Зеландию, играют в местной лиге, чтобы поддерживать себя в форме, но в то же время и отдыхают.
Федерация хоккея Новой Зеландии состоит из трёх регионов, каждый из которых представлен в лиге одним или несколькими клубами. Окленд и Отаго представлены двумя, а Кентербери — одним клубом.

## Клубы
| Команда               | Город                  | Арена                                                                     | Год вступления в НЗХЛ | Minor Premierships | Вторые места | Количество побед |
| --------------------- | ---------------------- | ------------------------------------------------------------------------- | --------------------- | ------------------ | ------------ | ---------------- |
| Вест Окленд Адмиралс  | Эйвондейл, Окленд      | Парадайс, Эйвондейл                                                       | 2005                  | -                  | 2            | -                |
| Ботани Сварм          | Ботани Даунс, Окленд   | Парадайс, Ботани Даунс                                                    | 2005                  | 3                  | 1            | 4                |
| Кентербери Ред Девилз | Крайстчерч, Кентербери | Ледовый центр Алпайн                                                      | 2005                  | 4                  | 2            | 4                |
| Скайсити Стампид      | Куинстаун, Отаго       | Ледовая арена Куинстаун Архивная копия от 6 марта 2022 на Wayback Machine | 2005                  | 2                  | 3            | 2                |
| Данидин Тандер        | Данидин, Отаго         | Ледовая арена Данидин                                                     | 2008                  | 1                  | 2            | -                |

Будущие расширения
Расширение числа клубов в Новой Зеландии ограничивается числом внутренних катков доступных в настоящее время. Примечательно, отсутствие в национальной лиге Веллингтона, который является третьим по величине городом в Новой Зеландии, но не имеет ледового центра. Последние предложения о создании постоянного катка в Веллингтоне не увенчались успехом, , несмотря на популярность временных ледовых катков в городе.
С увеличением качества игр и игроков в Новозеландской хоккейной лиги, ходят много разговоров об объединении двух лиг: Новозеландской и Австралийской. Далеким предшественником такого шага является создание Транстасманской лиги чемпионов.

## Составы команд
В составе команды должны быть как минимум 18 полевых игроков и 2 вратаря.
Каждая команда может иметь в составе неограниченное число иностранных игроков, однако есть несколько ограничений о заявке иностранных игроков на матч.
Каждая команда может заявить на матч четырёх легионеров и двух иностранных игроков, которые отыграли два полных сезона в Новой Зеландии. Австралийские игроки классифицируются как местные игроки и ограничения к ним не применяются.

## Структура сезона
В регулярном чемпионате каждая команда играет со всеми другими командами по 4 матча: два дома и два в гостях. Итого каждая команда играет по 16 матчей за регулярный чемпионат. Клубы, занявшие первые 2 места после окончания регулярного чемпионата, встречаются друг с другом в трёхматчевом Гранд Финале, где оспаривают титул чемпиона Новозеландской хоккейной лиги. Первый матч финала проходит у команды, занявшей 2 место в регулярном чемпионате. Остальные 2 матча принимает победитель регулярного чемпионата.
Команды получают 3 очка за победу в основное время, 2 очка за победу в овертайме или серии буллитов, 1 очко за поражение в овертайме или серии буллитов и ни одного очка за поражение в основное время.

## Трофей НЗХЛ
В 2005—2009 годах главным трофеем был — Трофей НЗХЛ, а с 2010 года клубы разыгрывают новый трофей — Биргел Кап.
| Год  | Победитель регулярного сезона | Чемпион               | Второе место          | Результаты матчей | Место игр             |
| ---- | ----------------------------- | --------------------- | --------------------- | ----------------- | --------------------- |
| 2005 | Саутерн Стампид               | Саутерн Стампид       | Вест Окленд Адмиралс  | 2-1, 6-3          | Данидин               |
| 2006 | Саут Окленд Сварм             | Саутерн Стампид       | Саут Окленд Сварм     | 3-3, 5-4          | Ботани Даунс          |
| 2007 | Кентербери Ред Девилз         | Ботани Сварм          | Кентербери Ред Девилз | 7-0               | Крайстчерч            |
| 2008 | Кентербери Ред Девилз         | Ботани Сварм          | Кентербери Ред Девилз | 3-2               | Крайстчерч            |
| 2009 | Кентербери Ред Девилз         | Кентербери Ред Девилз | Скайсити Стампид      | 5-4               | Крайстчерч            |
| 2010 | Ботани Сварм                  | Ботани Сварм          | Вест Окленд Адмиралс  | 3-1               | Ботани Даунс          |
| 2011 | Ботани Сварм                  | Ботани Сварм          | Скайсити Стампид      | 5-3               | Ботани Даунс          |
| 2012 | Скайсити Стампид              | Кентербери Ред Девилз | Скайсити Стампид      | 6-5 (SO)          | Куинстаун             |
| 2013 | Данидин Тандер                | Кентербери Ред Девилз | Данидин Тандер        | 7-3               | Данидин               |
| 2014 | Кентербери Ред Девилз         | Кентербери Ред Девилз | Данидин Тандер        | 4-3, 14-6         | Данидин, Крайстчерч   |
| 2015 | Скайсити Стампид              | Саутерн Стампид       | Кентербери Ред Девилз | 3-5, 4-3, 4-3     | Крайстчерч, Куинстаун |
| 2016 | Скайсити Стампид              | Скайсити Стампид      | Кентербери Ред Девилз | 6-2, 7-1          | Крайстчерч, Куинстаун |
| 2017 | Скайсити Стампид              | Скайсити Стампид      | Вест Окленд Адмиралс  | 5-2, 5-2          | Эйвондейл, Куинстаун  |
| 2018 | Скайсити Стампид              | Вест Окленд Адмиралс  | Скайсити Стампид      | 5-4 (OT), 2-1     | Эйвондейл, Куинстаун  |

## Транстасманская лига чемпионов
Транстасманская лига чемпионов была учреждена в 2012 году для расширения отношений, сотрудничества и конкуренции между Новозеландской и Австралийской хоккейными лигами.
Финалисты обеих лиг встречаются здесь для выявления сильнейшего. Турнир поочередно проводятся либо в Новой Зеландии или Австралии на ежегодной основе.
| Год  | Победитель   | Второе место        | Другие участники              | Место проведения |
| ---- | ------------ | ------------------- | ----------------------------- | ---------------- |
| 2012 | Мельбурн Айс | Ньюкастл Норт Старз | Ботани Сварм, Саутерн Стампид | Мельбурн         |
| 2013 | Отменено     |                     |                               | Куинстаун        |